# Mitromorpha barrierensis
Mitromorpha barrierensis é uma espécie de gastrópode do gênero Mitromorpha, pertencente a família Mitromorphidae.